# District Dinskoj
District Dinskoj (Russisch: Динско́й райо́н) is een district in het midden van de Russische kraj Krasnodar. Het district heeft een oppervlakte van 1.361,96 vierkante kilometer en een inwonertal van 126.871 in 2010. Het administratieve centrum bevindt zich in Dinskaja.
Bestuurlijk centrum: Krasnodar

Steden: Abinsk · Anapa · Apsjeronsk · Armavir · Beloretsjensk · Chadyzjensk · Gelendzjik · Goelkevitsji · Gorjatsji Kljoetsj · Jejsk · Koerganinsk · Korenovsk · Kropotkin · Krymsk · Labinsk · Novokoebansk · Novorossiejsk · Oest-Labinsk · Primorsko-Achtarsk · Slavjansk aan de Koeban · Sotsji · Temrjoek · Tichoretsk · Timasjovsk · Toeapse

Districten: Abinski · Anapski · Apsjeronski · Beloglinski · Beloretsjenski · Brjoekchovetski · Dinskoj · Goelkevitsjski · Jejski · Kalininski · Kanevskoj · Kavkazski · Koerganinski · Koesjtsjovski · Korenovski · Krasnoarmejski · Krylovski · Krymski · Labinski · Leningradski · Mostovski · Novokoebanski · Novopokrovski · Oespenski · Oest-Labinski · Otradnenski · Pavlovski · Primorsko-Achtarski · Severski · Sjtsjerbinovski · Slavjanski · Starominski · Tbilisski · Temrjoekski · Tichoretski · Timasjovski · Toeapsinski · Vyselkovski